# アバディン

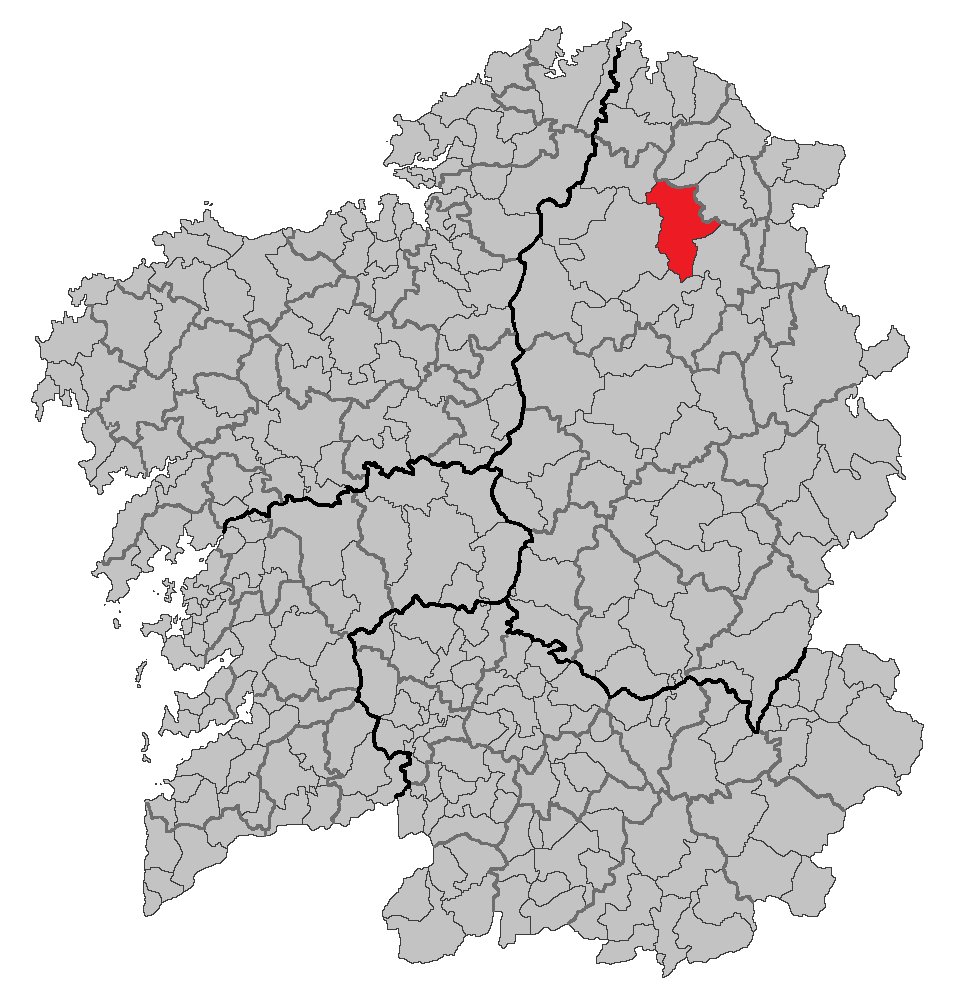

アバディン（Abadín）は、スペイン、ガリシア州、ルーゴ県の自治体で、コマルカ・ダ・テーラ・チャに属する。ガリシア統計局によると、2010年の人口は2,858人（2009年：2,896人、2006年：3,141人、2005年：3,201人、2004年：3,256人）。住民呼称は、男女同形のabadinense。
ガリシア語話者の自治体人口に占める割合は99.88％（2001年）。

## 地理
アバディンは、ルーゴ県の北部、コマルカ・ダ・テーラ・チャに属する。北はオ・バラドウロ、アルフォスと、東はモンドニェード、ア・パストリーサと、南はコスペイトと、西はビラルバ、ムーラスの各自治体と隣接している。自治体中心地区はアバディン教区のアバディン地区。
アバディンはモンドニェード司法管轄区に属す。

### 人口
人口は19教区の292の集落に分散している。
| アバディンの人口推移 1900－2010                         |
|                                                         |
| 出典:INE（スペイン国立統計局）1900年 - 1991年、1996年 - |

## 政治
自治体首長はガリシア国民党（PPdeG）のホセ・マリーア・ロペス・ランカーニョ（José María López Rancaño）、自治体評議員はガリシア国民党：10、ガリシア民族主義ブロック（BNG）:1、ガリシア社会党（PSdeG-PSOE）：1となっている（2011年5月22日の自治体選挙結果、得票順）。
| 1999年6月13日自治体選挙 |        |        |          |
| 政党                    | 得票数 | 得票率 | 獲得議席 |
| PPdeG                   | 1,520  | 80.08% | 9        |
| BNG                     | 361    | 19.02% | 2        |

首長当選者：ホセ・マリーア・ロペス・ランカーニョ（PPdeG）
| 2003年5月25日自治体選挙 |        |        |          |
| 政党                    | 得票数 | 得票率 | 獲得議席 |
| PPdeG                   | 1,364  | 69.27% | 8        |
| BNG                     | 336    | 17.06% | 2        |
| PSdeG-PSOE              | 252    | 12.80% | 1        |

首長当選者：ホセ・マリーア・ロペス・ランカーニョ（PPdeG）
| 2007年5月27日自治体選挙 |        |        |          |
| 政党                    | 得票数 | 得票率 | 獲得議席 |
| PPdeG                   | 1,195  | 58.46% | 7        |
| PSdeG-PSOE              | 690    | 33.76% | 4        |
| BNG                     | 137    | 6.70%  | 0        |

首長当選者：ホセ・マリーア・ロペス・ランカーニョ（PPdeG）
| 2011年5月22日自治体選挙 |        |        |          |
| 政党                    | 得票数 | 得票率 | 獲得議席 |
| PPdeG                   | 1,261  | 71.44% | 9        |
| BNG                     | 248    | 14.05% | 1        |
| PSdeG-PSOE              | 228    | 12.92% | 1        |

首長当選者：ホセ・マリーア・ロペス・ランカーニョ（PPdeG）

## 教区
アバディンは19の教区に分けられる。太字は自治体中心地区のある教区。
- アバディン（サンタ・マリーア）
- アベレード（サンタ・マリーア）
- アルディシェ（サン・ペドロ）
- バロンセージェ（サンティアーゴ）
- カバネイロ（サン・ベルトメウ）
- カンディア（サン・ペドロ）
- カストロマイヨール（サン・ショアン）
- コルビーテ（サン・ペドロ）
- ファノイ（サンタ・マリーア・マダレーナ）
- フライアス（サン・ペドロ）
- ガルガーオ（サン・マルティーニョ）
- アス・ゴアス（サン・ペドロ）
- ア・グラーニャ・デ・ビラレンテ（サンタ・マリーア・マダレーナ）
- ラブラーダ（サン・ペドロ）
- モンセーロス（サンタ・マリーア）
- モントウト（サンタ・マリーア）
- ケンデ（サンティアーゴ）
- ロマリス（サン・ショアン）
- セイバーネ・デ・ビラレンテ（サン・ショアン）